# Musulmans (nacionalitat)
Musulmans amb nacionalitat (Muslimani, Муслимани), va ser el terme utilitzat a la República Federal Socialista de Iugoslàvia per descriure als eslaus nadius de religió musulmana. Segons el cens del 1991, 1.905.000 persones, el 8% de la població de l'antiga Iugoslàvia, es va declarar de nacionalitat musulmana.
Després de la desintegració de Iugoslàvia durant els anys 90, i la formació de l'estat independent de Bòsnia i Hercegovina, els musulmans de Bòsnia van passar a anomenar-se bosníacs, i són una nació oficialment i històricament reconeguda. També en altres parts de l'ex-Iugoslàvia, van adquirir altres noms, com goranis, torbeshi i pomatzi, això no obstant, encara hi ha gent que prefereix declarar-se de nacionalitat musulmana.
- Bosníacs: A part de Bòsnia i Hercegovina, un gran nombre de bosníacs viuen a Sèrbia i Montenegro, a les regions de Raška i Sandžak (a la frontera entre Sèrbia i Montenegro).
- Goranis: Els goranis són un poble eslau del sud que habiten principalment a la regió de Gora zona austral de Kosovo, Šar-Planina al nord-oest de Macedònia del Nord i Kukës al nord-est d'Albània.
- Torbeshi: Els torbeshi són un grup ètnic a part, que viuen a Macedònia del Nord i parlen macedònic.
- Pomatzi: Els pomatzi són l'altre grup ètnic que viu al sud de Bulgària i parlen búlgar.

## Història
La constitució de la República Federal Socialista de Iugoslàvia va reconèixer dos grups:
narodi (que vol dir: poble – els naturals, que van ser anomenats explícitament a la Constitució), i els narodnosti (que vol dir: nacionalitat – minoria). En un debat el 1960, molts intel·lectuals comunistes musulmans afirmaven que els musulmans de Iugoslàvia eren eslaus de religió musulmana. Com el compromís, la Constitució va ser esmenada l'any 1968, i s'hi van afegir els llistats els "musulmans per nacionalitat". Es va començar a diferenciar als musulmans amb M majúscula per denominar la nacionalitat, i amb la m minúscula per denominar als practicants de la fe musulmana.
Després de l'any 1990, la majoria dels musulmans de Bòsnia i Hercegovina i de Sandžak es van declarar com a "bosnians". La resta prefereix el nom antic.

## Dades estadístiques
- A Sèrbia, al cens de l'any 2002 que va cobrir el territori de Sèrbia Central i Vojvodina (sense Kosovo), 19.503 persones es van declarar com a musulmans per nacionalitat i 136.087 com a bosnians.[1]
- A Montenegro, segons el cens de l'any 2003, 24.625 (3,97%) de la població es va declarar com a musulmans per nacionalitat, i 48.184 (7,77%) com a bosnians.
- A Macedònia del Nord, el cens de l'any 2002, va registrar 17.018 bosnians[2] i el nombre de musulmans per nacionalitat va ser bastant menor. També és important el fet que molts pomatzi i torbeshi es van declarar com a musulmans per nacionalitat abans de l'any 1990.
- A Croàcia, segons el cens de l'any 2001, la comunitat musulmana comptava amb 56.777[3] persones de les quals 20.755[4] es van declarar com a bosnians.
- A Eslovènia, al cens de l'any 2002, 21.542 persones es van declarar com a bosnians, 8.062 com bosnis, i 10.467 com a musulmans per nacionalitat.[5]